# Vadémécum
Un vadémécum (ou vade-mecum en orthographe traditionnelle) est un livre que l'on tient à sa disposition et qui contient toutes sortes de règles et de renseignements. Il sert de guide ou de repère technique.
Très utilisé en ingénierie, il peut contenir notamment des règles de calcul d'une technique à observer (ex. : démarche de dimensionnement) ou des renseignements sur une conduite à suivre (ex. : processus opératoire).